# Thémines
Ne doit pas être confondu avec Théminettes.
Thémines est une commune française, située dans l'est du département du Lot en région Occitanie.
Elle est également dans le causse de Gramat, le plus vaste et le plus sauvage des quatre causses du Quercy.
Exposée à un climat océanique altéré, elle est drainée par l'Ouysse, le Francés, le ruisseau du Morou et par deux autres cours d'eau. Incluse dans le bassin de la Dordogne, la commune possède un patrimoine naturel remarquable :  deux espaces protégés (les « falaises lotoises (rapaces) » et le « géoparc des causses du Quercy ») et une zone naturelle d'intérêt écologique, faunistique et floristique.
Thémines est une commune rurale qui compte 242 habitants en 2022, après avoir connu un pic de population de 749 habitants en 1851.  Elle fait partie de l'aire d'attraction de Gramat. Ses habitants sont appelés les Théminois ou  Théminoises.
Ses habitants sont les Théminois et les Théminoises.

## Géographie
Commune du Quercy, située sur l'Ouysse, dans le causse de Gramat.

### Communes limitrophes
Les communes limitrophes sont  Albiac, Aynac, Flaujac-Gare, Issendolus, Rueyres, Saint-Simon et Théminettes.
| Albiac       | Aynac       |             |
| Issendolus   | Thémines    | Rueyres     |
| Flaujac-Gare | Saint-Simon | Théminettes |

### Climat
Pour des articles plus généraux, voir Climat de l'Occitanie et Climat du Lot.
En 2010, le climat de la commune est de type climat océanique altéré, selon une étude s'appuyant sur une série de données couvrant la période 1971-2000. En 2020, Météo-France publie une typologie des climats de la France métropolitaine dans laquelle la commune est dans une zone de transition entre le climat océanique altéré et le climat de montagne ou de marges de montagne et est dans la région climatique Ouest et nord-ouest du Massif Central, caractérisée par une pluviométrie annuelle de 900 à 1 500 mm, maximale en automne et en hiver.
Pour la période 1971-2000, la température annuelle moyenne est de 12 °C, avec une amplitude thermique annuelle de 15,2 °C. Le cumul annuel moyen de précipitations est de 1 067 mm, avec 11,4 jours de précipitations en janvier et 7 jours en juillet. Pour la période 1991-2020, la température moyenne annuelle observée sur la station météorologique la plus proche, située sur la commune de Lunegarde à 12 km à vol d'oiseau, est de 12,6 °C et le cumul annuel moyen de précipitations est de 828,1 mm,. Pour l'avenir, les paramètres climatiques de la commune estimés pour 2050 selon différents scénarios d’émission de gaz à effet de serre sont consultables sur un site dédié publié par Météo-France en novembre 2022.

### Milieux naturels et biodiversité

#### Espaces protégés
La protection réglementaire est le mode d’intervention le plus fort pour préserver des espaces naturels remarquables et leur biodiversité associée,.
La commune fait partie du parc naturel régional des Causses du Quercy, un espace protégé créé en 1999 et d'une superficie de 183 039 ha, qui s'étend sur 102 communes du département du Lot. La cohérence du territoire du Parc s’est fondée sur l’unité géologique d’un même socle de massif karstique, entaillé de profondes vallées. Le périmètre repose sur une unité de paysages autour de la pierre et du bâti (souvent en pierre sèche), de l’empreinte des pelouses sèches et du pastoralisme et de l’omniprésence des patrimoines naturels et culturels,. Ce parc a été classé Géoparc en mai 2017 sous la dénomination « géoparc des causses du Quercy », faisant dès lors partie du réseau mondial des Géoparcs, soutenu par l’UNESCO,.
La commune fait également partie de la zone de transition du bassin de la Dordogne, un territoire d'une superficie de 1 880 258 ha reconnu réserve de biosphère par l'UNESCO en juillet 2012,.
Un  autre espace protégé est présent sur la commune : 
les « falaises lotoises (rapaces) », objet d'un arrêté de protection de biotope, d'une superficie de 6,6 ha.

#### Zones naturelles d'intérêt écologique, faunistique et floristique

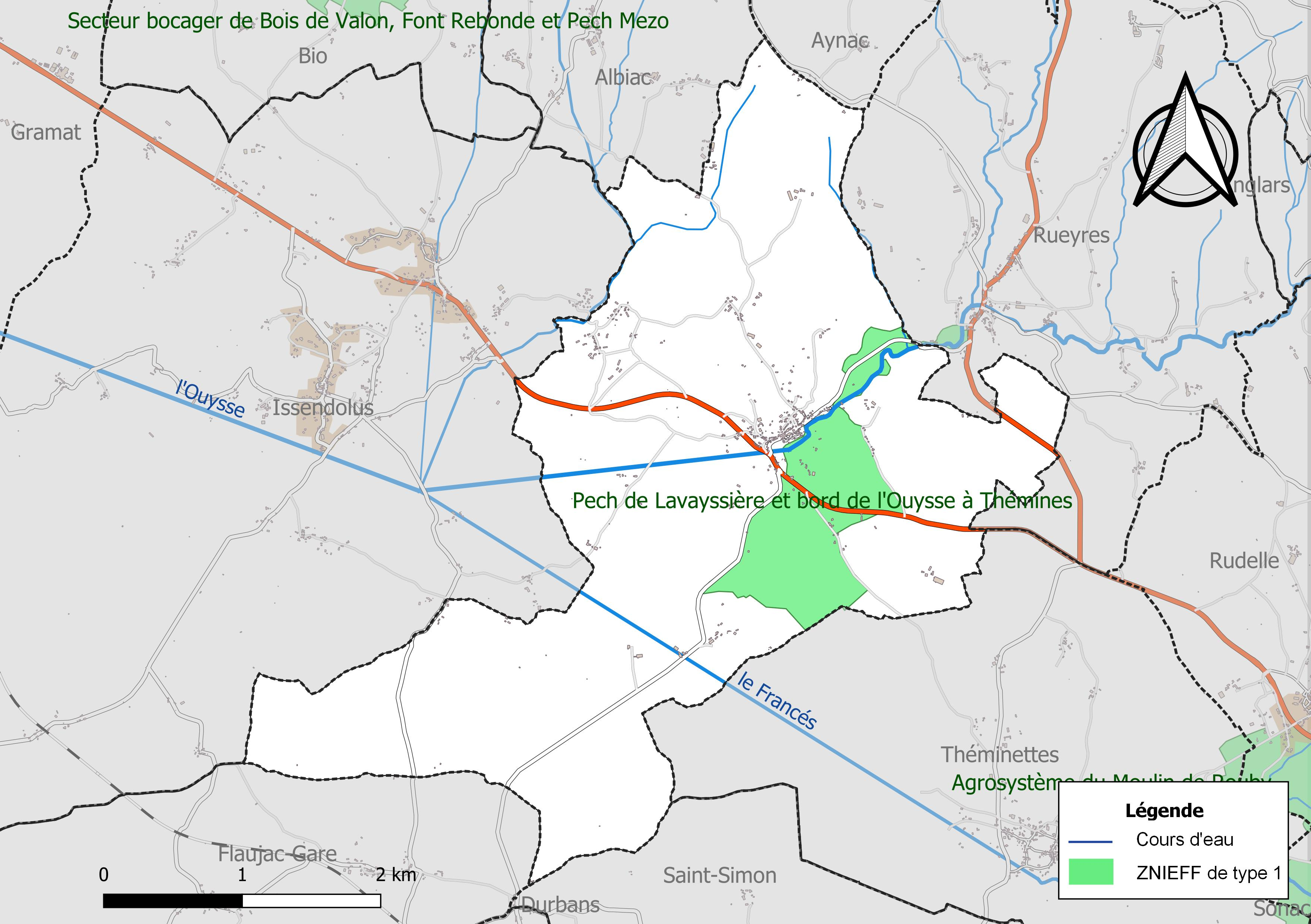
Carte de la ZNIEFF de type 1 localisée sur la commune.

L’inventaire des zones naturelles d'intérêt écologique, faunistique et floristique (ZNIEFF) a pour objectif de réaliser une couverture des zones les plus intéressantes sur le plan écologique, essentiellement dans la perspective d’améliorer la connaissance du patrimoine naturel national et de fournir aux différents décideurs un outil d’aide à la prise en compte de l’environnement dans l’aménagement du territoire.
Une ZNIEFF de type 1 est recensée sur la commune :
le « pech de Lavayssière et bord de l'Ouysse à Thémines » (125 ha), couvrant 3 communes du département.

## Urbanisme

### Typologie
Au 1er janvier 2024, Thémines est catégorisée commune rurale à habitat très dispersé, selon la nouvelle grille communale de densité à sept niveaux définie par l'Insee en 2022.
Elle est située hors unité urbaine. Par ailleurs la commune fait partie de l'aire d'attraction de Gramat, dont elle est une commune de la couronne,. Cette aire, qui regroupe 18 communes, est catégorisée dans les aires de moins de 50 000 habitants,.

### Occupation des sols
L'occupation des sols de la commune, telle qu'elle ressort de la base de données européenne d’occupation biophysique des sols Corine Land Cover (CLC), est marquée par l'importance des territoires agricoles (67,4 % en 2018), une proportion sensiblement équivalente à celle de 1990 (68 %). La répartition détaillée en 2018 est la suivante : 
prairies (63,9 %), forêts (27,1 %), milieux à végétation arbustive et/ou herbacée (5,5 %), zones agricoles hétérogènes (3,5 %). L'évolution de l’occupation des sols de la commune et de ses infrastructures peut être observée sur les différentes représentations cartographiques du territoire : la carte de Cassini (XVIIIe siècle), la carte d'état-major (1820-1866) et les cartes ou photos aériennes de l'IGN pour la période actuelle (1950 à aujourd'hui).

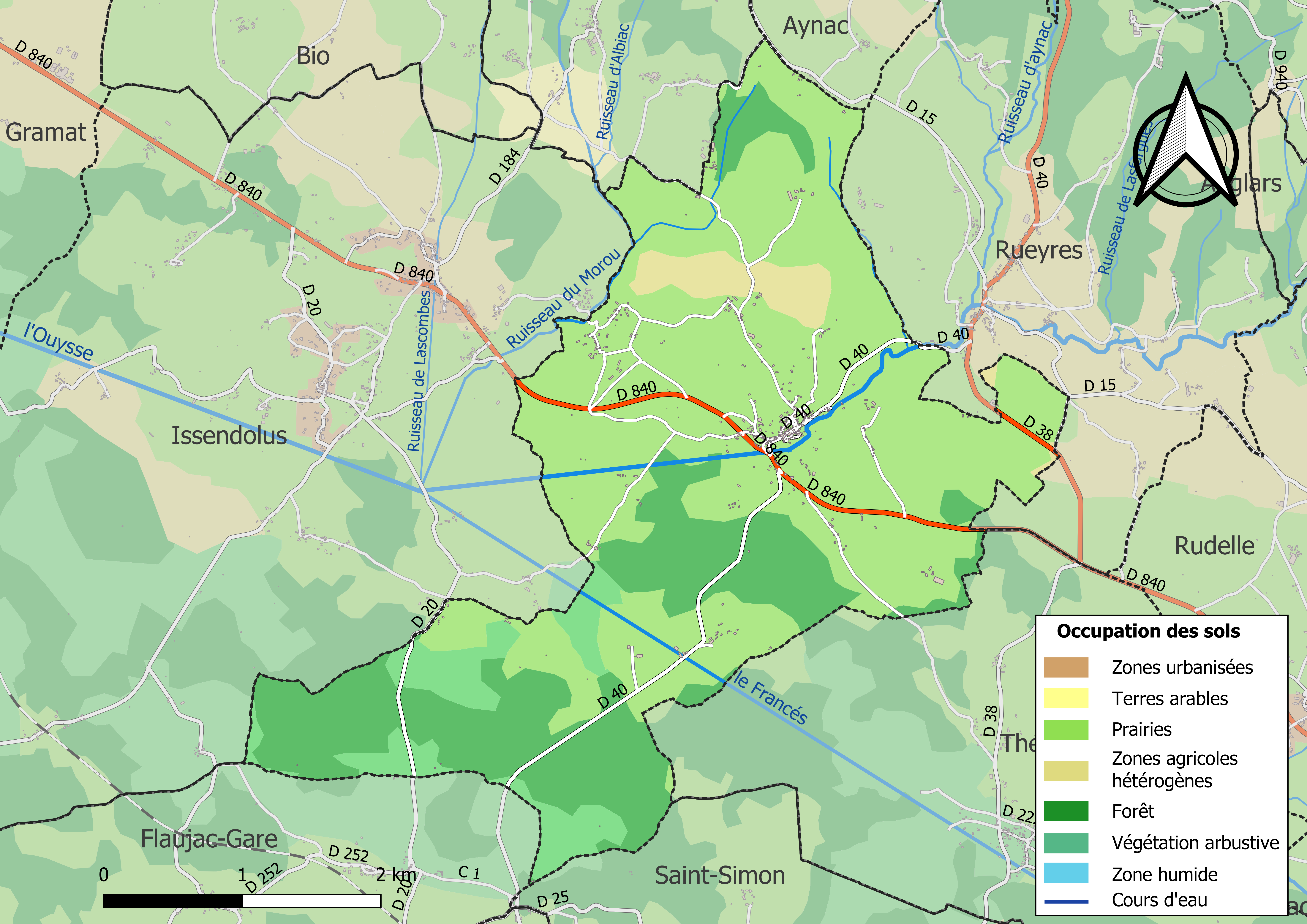
Carte des infrastructures et de l'occupation des sols de la commune en 2018 (CLC).

### Risques majeurs
Le territoire de la commune de Thémines est vulnérable à différents aléas naturels : météorologiques (tempête, orage, neige, grand froid, canicule ou sécheresse), inondations, feux de forêts, mouvements de terrains et séisme (sismicité très faible). Il est également exposé à un risque technologique,  le transport de matières dangereuses. Un site publié par le BRGM permet d'évaluer simplement et rapidement les risques d'un bien localisé soit par son adresse soit par le numéro de sa parcelle.

#### Risques naturels
Certaines parties du territoire communal sont susceptibles d’être affectées par le risque d’inondation par débordement de cours d'eau, notamment l'Ouysse et le Francés. La cartographie des zones inondables en ex-Midi-Pyrénées réalisée dans le cadre du XIe Contrat de plan État-région, visant à informer les citoyens et les décideurs sur le risque d’inondation, est accessible sur le site de la DREAL Occitanie. La commune a été reconnue en état de catastrophe naturelle au titre des dommages causés par les inondations et coulées de boue survenues en 1982, 1988, 1993, 1994, 1999 et 2010,.
Thémines est exposée au risque de feu de forêt. Un plan départemental de protection des forêts contre les incendies a été approuvé par arrêté préfectoral le 30 novembre 2015 pour la période 2015-2025. Les propriétaires doivent ainsi couper les broussailles, les arbustes et les branches basses sur une profondeur de 50 mètres, aux abords des constructions, chantiers, travaux et installations de toute nature, situées à moins de 200 mètres de terrains en nature
de bois, forêts, plantations, reboisements, landes ou friches. Le brûlage des déchets issus de l’entretien des parcs et jardins des ménages et des collectivités est interdit. L’écobuage est également interdit, ainsi que les feux de type méchouis et barbecues, à l’exception de ceux prévus dans des installations fixes (non situées sous couvert d'arbres) constituant une dépendance d'habitation.

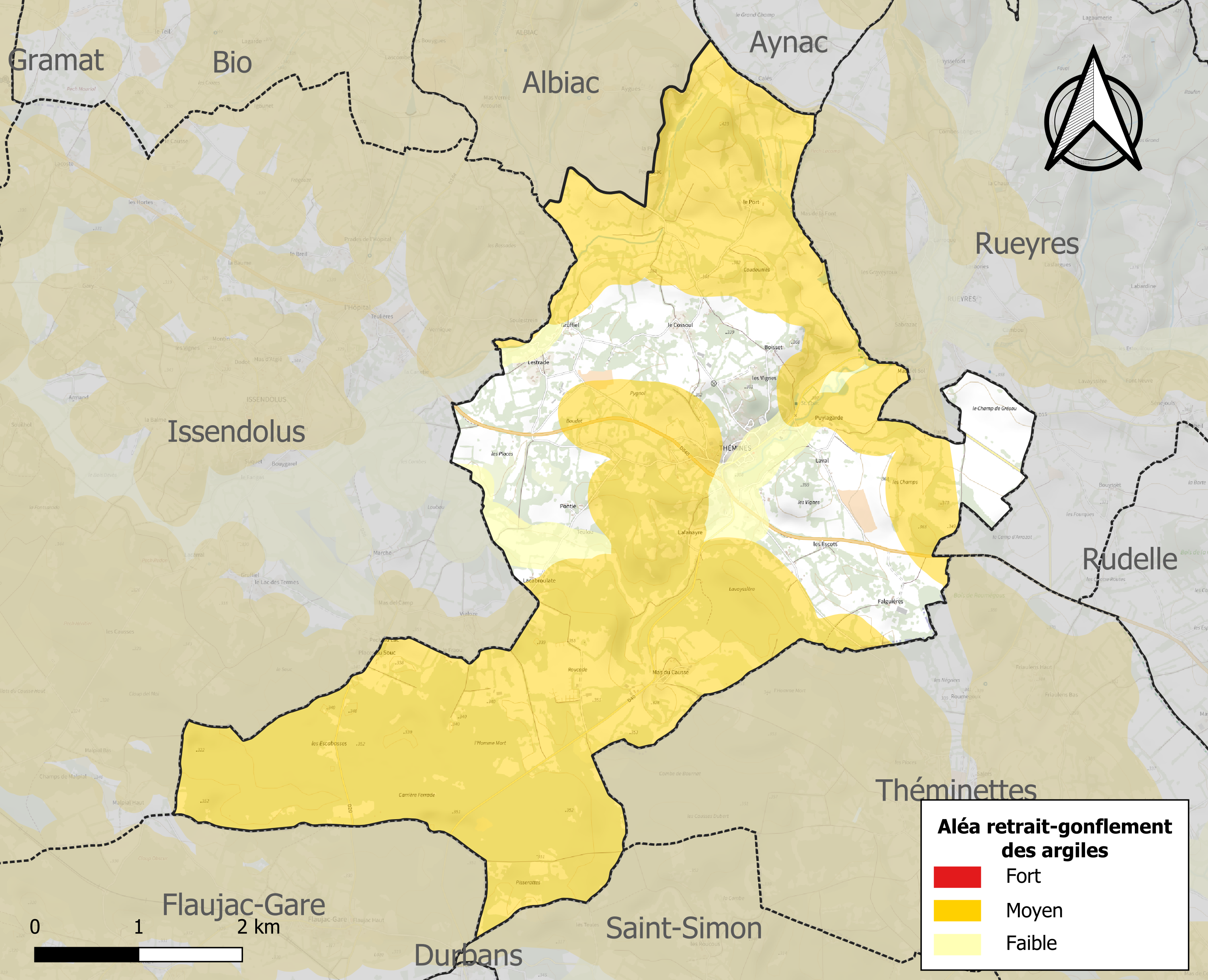
Carte des zones d'aléa retrait-gonflement des sols argileux de Thémines.

Les mouvements de terrains susceptibles de se produire sur la commune sont des affaissements et effondrements liés aux cavités souterraines (hors mines), des éboulements, chutes de pierres et de blocs et des glissements de terrain. Par ailleurs, afin de mieux appréhender le risque d’affaissement de terrain, l'inventaire national des cavités souterraines permet de localiser celles situées sur la commune.
Le retrait-gonflement des sols argileux est susceptible d'engendrer des dommages importants aux bâtiments en cas d’alternance de périodes de sécheresse et de pluie. 70,1 % de la superficie communale est en aléa moyen ou fort (67,7 % au niveau départemental et 48,5 % au niveau national). Sur les 187 bâtiments dénombrés sur la commune en 2019, 55 sont en aléa moyen ou fort, soit 29 %, à comparer aux 72 % au niveau départemental et 54 % au niveau national. Une cartographie de l'exposition du territoire national au retrait gonflement des sols argileux est disponible sur le site du BRGM,.
Par ailleurs, afin de mieux appréhender le risque d’affaissement de terrain, l'inventaire national des cavités souterraines permet de localiser celles situées sur la commune.
Concernant les mouvements de terrains, la commune a été reconnue en état de catastrophe naturelle au titre des dommages causés par des mouvements de terrain en 1999.

#### Risques technologiques
Le risque de transport de matières dangereuses sur la commune est lié à sa traversée par une route à fort trafic. Un accident se produisant sur une telle infrastructure est susceptible d’avoir des effets graves sur les biens, les personnes ou l'environnement, selon la nature du matériau transporté. Des dispositions d’urbanisme peuvent être préconisées en conséquence.

## Toponymie
Le nom Thémines provient du latin terminus qui fait référence ici à la fin du cours aérien de l'Ouysse qui disparaît sous terre.

## Histoire
Le nom de Thémines apparaît pour la première fois sur la charte de fondation de l'abbaye Saint-Sauveur de Figeac. Les revenus de l'église de Thémines sont donnés à l'abbaye de Fons à sa création en 972.
Le premier seigneur de la famille de Thémines apparaît en 1090, avec Gibert Ier et Flotard de Thémines dans un acte en présence de Géraud de Saint-Vincent représentant l'évêque de Cahors concernant le rachat de l'église d'Aynac qui avait été prise par la famille Feyt.
La famille de Thémines est liée à la famille de Cardaillac.
En 1612, Pons de Lauzières-Thémines (futur maréchal de France) obtient l'érection de la baronnie de Thémines en marquisat, avec Rueyres, Issendolus, Espédaillac et autres terres.

## Politique et administration
| Période                                  | Période    | Identité                                                                                   | Étiquette        | Qualité   |
| ---------------------------------------- | ---------- | ------------------------------------------------------------------------------------------ | ---------------- | --------- |
| 28.02.1790                               |            | Jean Sol                                                                                   |                  |           |
| 27.10.1791                               |            | Antoine Vayssières                                                                         |                  |           |
| 16.10.1792                               |            | Jean-pierre Méjecaze                                                                       |                  |           |
| 25.10.1795                               |            | Antoine Alairac                                                                            |                  |           |
| 23.04.1797                               |            | Antoine Vayssière                                                                          |                  |           |
| 01.10.1797                               |            | Jean Sol                                                                                   |                  |           |
| 20.09.1800                               |            | Antoine Alayrac                                                                            |                  |           |
| 15.06.1808                               |            | Jean Delsahut                                                                              |                  |           |
| 1834                                     |            | J-b Alayrac                                                                                |                  |           |
| 14.05.1846                               |            | Guillaume Tournié                                                                          |                  |           |
| 30.07.1848                               |            | François Vanel                                                                             |                  |           |
| 24.10.1851                               |            | Grimal De Toulou                                                                           |                  |           |
| 12.1851                                  |            | François Vanel                                                                             |                  |           |
| 12.09.1852                               |            | Jean Pradié                                                                                |                  |           |
| 05.08.1855                               |            | Henri Calmette                                                                             |                  |           |
| 19.08.1860                               |            | François Brunet                                                                            |                  |           |
| 1868                                     |            | Gérard Malinvaud                                                                           |                  |           |
| 01.05.1892                               |            | Paul Lacarrière                                                                            |                  |           |
| 05.05.1935                               | 10.09.1944 | Raymond Lacarrière                                                                         |                  |           |
| 10.09.1944                               | 25.03.1945 | Comité Local de Libération (Président : Louis Filhol entre le 24.11.1944 et le 25.03.1945) |                  |           |
| 18.05.1945                               | 24.03.1959 | Louis Filhol                                                                               | Parti communiste | Boulanger |
| 24.03.1959                               |            | Pierre Laval                                                                               |                  |           |
| 1986                                     | 2020       | Bernard Lacarrière                                                                         | UMP              |           |
| 2020                                     | (En cours) | Catherine Prunet                                                                           |                  |           |
| Les données manquantes sont à compléter. |            |                                                                                            |                  |           |

## Démographie
L'évolution du nombre d'habitants est connue à travers les recensements de la population effectués dans la commune depuis 1793. Pour les communes de moins de 10 000 habitants, une enquête de recensement portant sur toute la population est réalisée tous les cinq ans, les populations de référence des années intermédiaires étant quant à elles estimées par interpolation ou extrapolation. Pour la commune, le premier recensement exhaustif entrant dans le cadre du nouveau dispositif a été réalisé en 2005.

En 2022, la commune comptait 242 habitants, en évolution de +12,04 % par rapport à 2016 (Lot : +1,31 %, France hors Mayotte : +2,11 %).
| 1793 | 1800 | 1806 | 1821 | 1831 | 1836 | 1841 | 1846 | 1851 |
| ---- | ---- | ---- | ---- | ---- | ---- | ---- | ---- | ---- |
| 575  | 536  | 524  | 600  | 693  | 707  | 698  | 737  | 749  |

| 1856 | 1861 | 1866 | 1872 | 1876 | 1881 | 1886 | 1891 | 1896 |
| ---- | ---- | ---- | ---- | ---- | ---- | ---- | ---- | ---- |
| 737  | 712  | 690  | 665  | 659  | 670  | 666  | 580  | 555  |

| 1901 | 1906 | 1911 | 1921 | 1926 | 1931 | 1936 | 1946 | 1954 |
| ---- | ---- | ---- | ---- | ---- | ---- | ---- | ---- | ---- |
| 531  | 526  | 507  | 359  | 345  | 346  | 320  | 292  | 304  |

| 1962 | 1968 | 1975 | 1982 | 1990 | 1999 | 2005 | 2006 | 2010 |
| ---- | ---- | ---- | ---- | ---- | ---- | ---- | ---- | ---- |
| 296  | 270  | 208  | 189  | 217  | 216  | 224  | 228  | 222  |

| 2015 | 2020 | 2022 | - | - | - | - | - | - |
| ---- | ---- | ---- | - | - | - | - | - | - |
| 213  | 238  | 242  | - | - | - | - | - | - |

## Économie

### Revenus
En 2018, la commune compte 111 ménages fiscaux, regroupant 231 personnes. La médiane du revenu disponible par unité de consommation est de 21 910 € (20 740 € dans le département).

### Emploi
|                | 2008  | 2013  | 2018   |
| -------------- | ----- | ----- | ------ |
| Commune        | 9,6 % | 9,2 % | 10,1 % |
| Département    | 7,3 % | 8,9 % | 9,6 %  |
| France entière | 8,3 % | 10 %  | 10 %   |

En 2018, la population âgée de 15 à 64 ans s'élève à 141 personnes, parmi lesquelles on compte 66,9 % d'actifs (56,8 % ayant un emploi et 10,1 % de chômeurs) et 33,1 % d'inactifs,. Depuis 2008, le taux de chômage communal (au sens du recensement) des 15-64 ans est supérieur à celui de la France et du département.
La commune fait partie de la couronne de l'aire d'attraction de Gramat, du fait qu'au moins 15 % des actifs travaillent dans le pôle,. Elle compte 22 emplois en 2018, contre 40 en 2013 et 48 en 2008. Le nombre d'actifs ayant un emploi résidant dans la commune est de 82, soit un indicateur de concentration d'emploi de 27,3 % et un taux d'activité parmi les 15 ans ou plus de 47,6 %.
Sur ces 82 actifs de 15 ans ou plus ayant un emploi, 14 travaillent dans la commune, soit 18 % des habitants. Pour se rendre au travail, 86,1 % des habitants utilisent un véhicule personnel ou de fonction à quatre roues, 8,2 % s'y rendent en deux-roues, à vélo ou à pied et 5,8 % n'ont pas besoin de transport (travail au domicile).

### Activités hors agriculture
14 établissements sont implantés  à Thémines au 31 décembre 2019.
Le secteur de l'industrie manufacturière, des industries extractives et autres est prépondérant sur la commune puisqu'il représente 64,3 % du nombre total d'établissements de la commune (9 sur les 14 entreprises implantées  à Thémines), contre 14 % au niveau départemental.

### Agriculture
La commune est dans la Limargue », une petite région agricole occupant une bande verticale à l'est du territoire du département du Lot. En 2020, l'orientation technico-économique de l'agriculture  sur la commune est l'élevage d'ovins ou de caprins.
|               | 1988 | 2000 | 2010 | 2020 |
| ------------- | ---- | ---- | ---- | ---- |
| Exploitations | 16   | 17   | 12   | 10   |
| SAU (ha)      | 508  | 499  | 586  | 436  |

Le nombre d'exploitations agricoles en activité et ayant leur siège dans la commune est passé de 16 lors du recensement agricole de 1988  à 17 en 2000 puis à 12 en 2010 et enfin à 10 en 2020, soit une baisse de 37 % en 32 ans. Le même mouvement est observé à l'échelle du département qui a perdu pendant cette période 60 % de ses exploitations,. La surface agricole utilisée sur la commune a également diminué, passant de 508 ha en 1988 à 436 ha en 2020. Parallèlement la surface agricole utilisée moyenne par exploitation a augmenté, passant de 32 à 44 ha.

## Culture locale et patrimoine

### Lieux et monuments
- Église Saint-Eutrope de Thémines.
- Halle du XVIIe siècle, couverte de lauzes, classé par arrêté du 28 février 1951 aux Monuments historiques[42]. La charte de Thémines datée du 22 juin 1262 fait mention d'un marché à Thémines : « Le marché de Thémines se tiendra le jeudi. Tous ceux qui y viendront pourront le faire en toute sécurité du mercredi matin jusqu’au vendredi ». le bâtiment a pu être reconstruit après la révision de la charte, le 25 mars 1461, entre les habitants de Thémines et les deux coseigneurs, Dorde de Thémines et Bégon de Roquemaurel[43].
- Grotte de Roucadour : grotte préhistorique avec peintures, classé par arrêté du 28 août 1964 aux Monuments historiques[44]. Un fragment d'épée de l'âge du Bronze y a été découvert. Martel l'a décrite en 1890 dans son ouvrage Les abîmes[45],[46]. Fermée, fouilles en cours.
- Grotte des Escabasses, grotte préhistorique classé par arrêté du 19 juin 1968 aux Monuments historiques[47]. Fermée, fouilles en cours.
- La vallée et les pertes de l'Ouysse qui après un parcours souterrain par la rivière des Vitarelles résurge à Cabouy et Saint-Sauveur.
- Soubassement d'un ancien château médiéval.
- Sentier de grande randonnée GR 6 allant de Sainte-Foy-la-Grande (Gironde) à Saint-Paul-sur-Ubaye (Alpes-de-Haute-Provence).

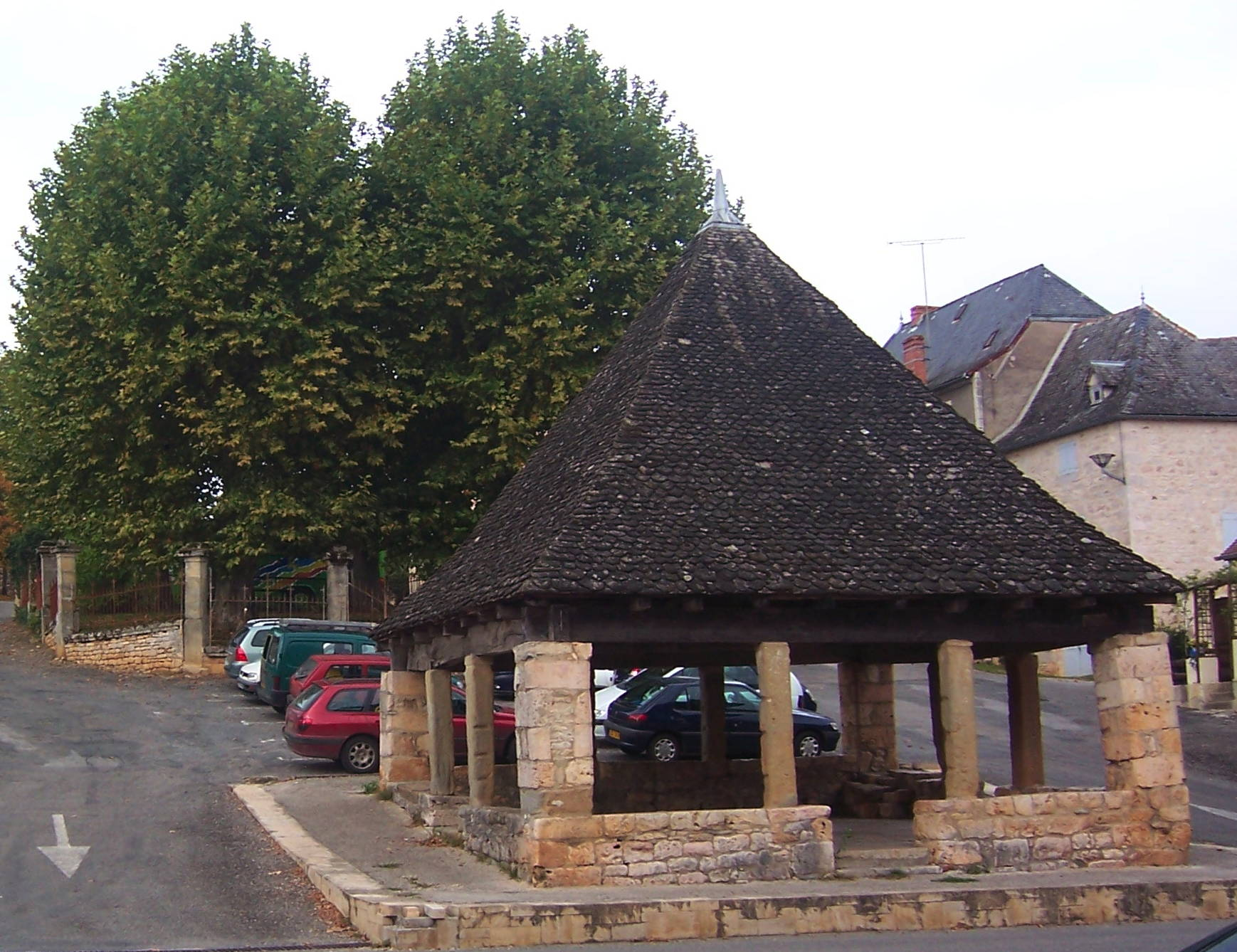
La halle de Thémines.
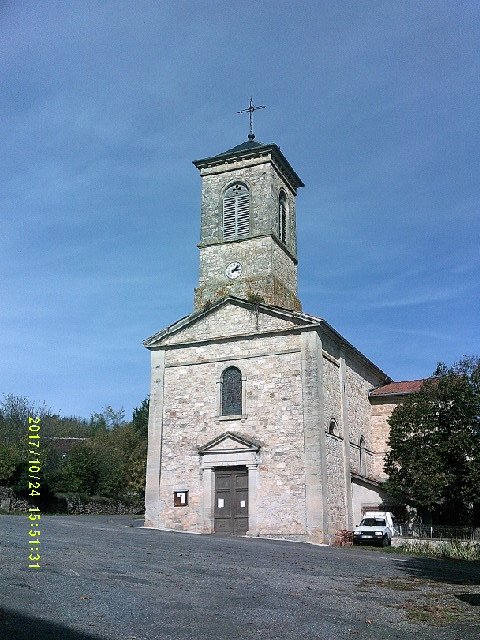
L'église de Thémines.
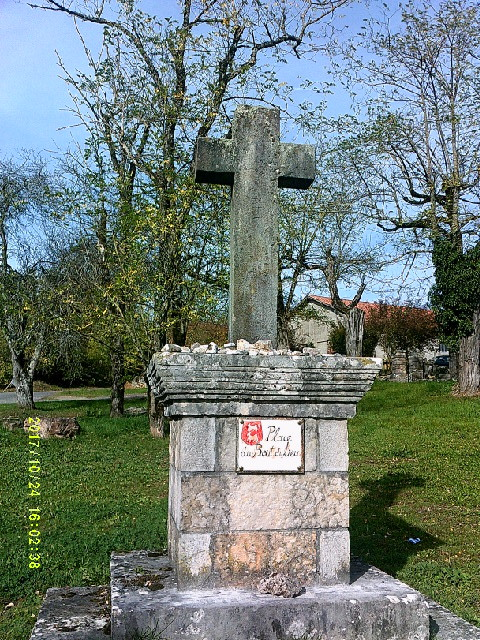
Croix située sur la place du bout du lieu.
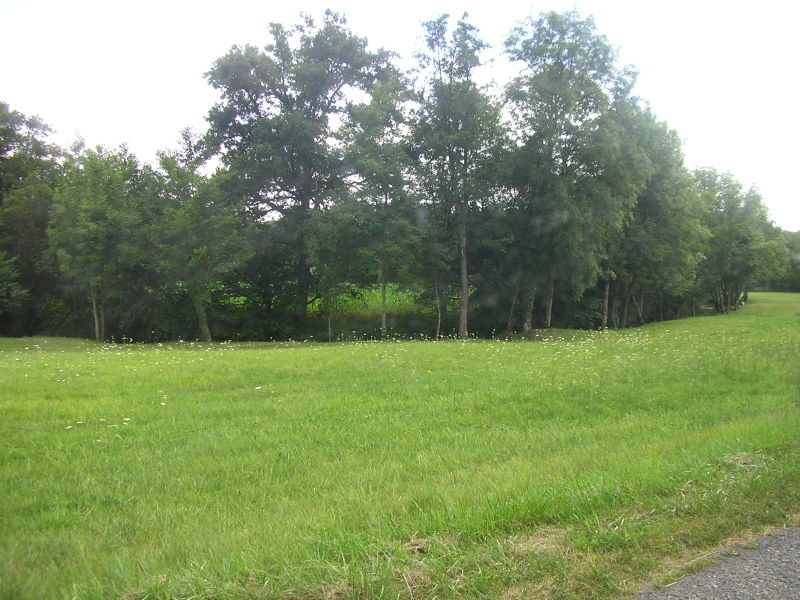
Vallée de l'Ouysse avant Thémines.
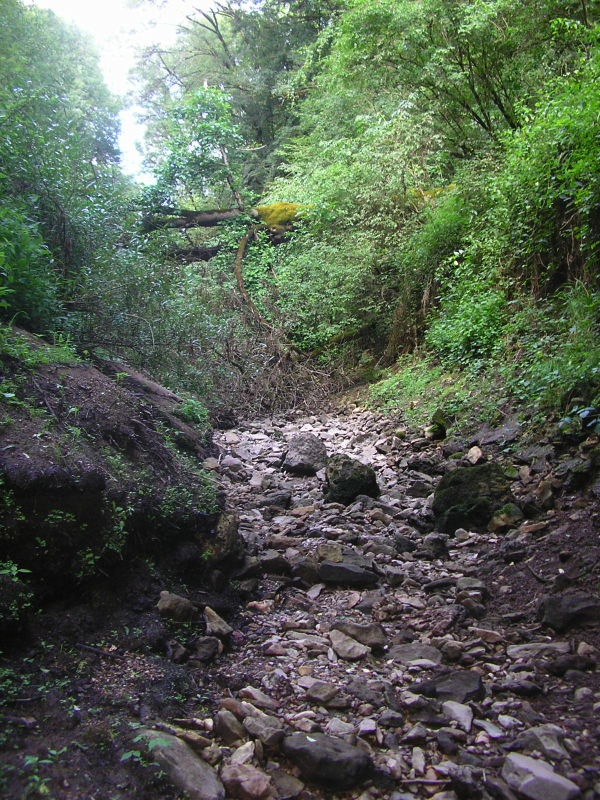
Vallée de l'Ouysse sous Thémines.
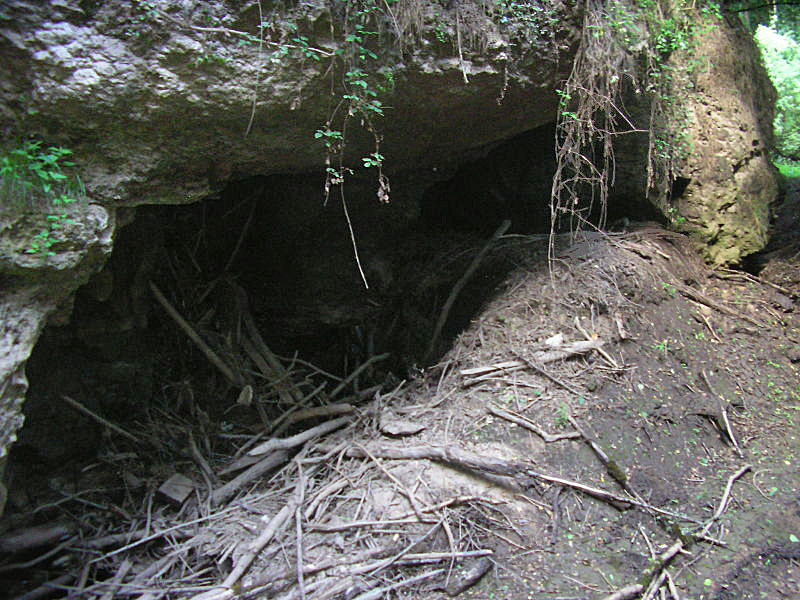
La perte terminale de l'Ouysse.
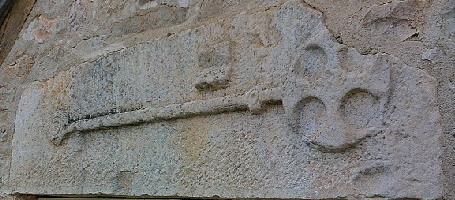
Linteau taillé dans une pierre tombale.
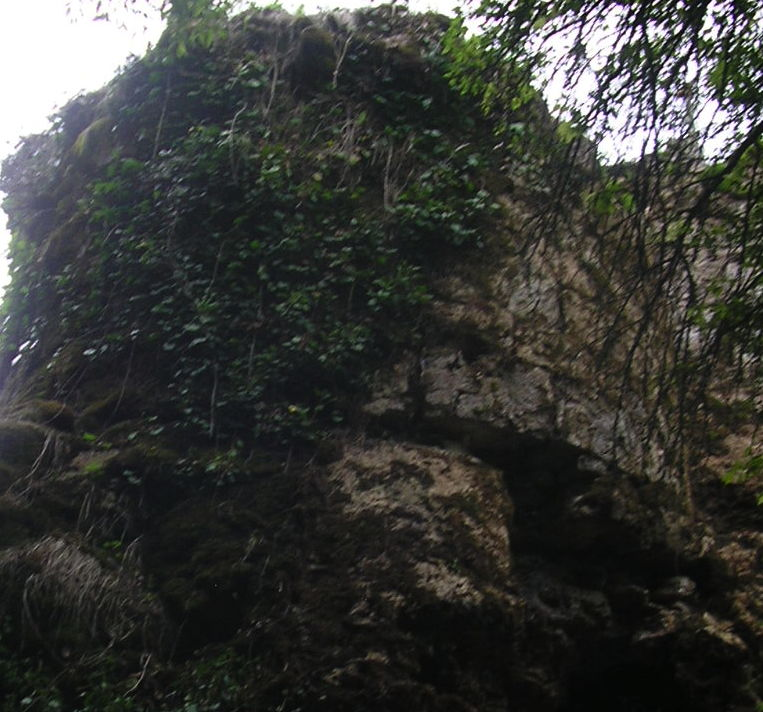
Base de l'ancien château de Thémines.
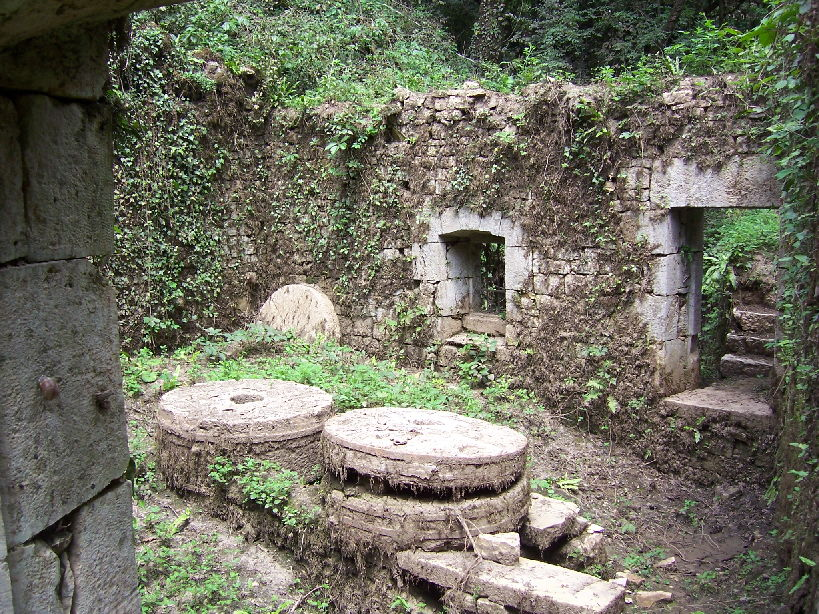
Les ruines d'un des anciens moulins de Thémines.
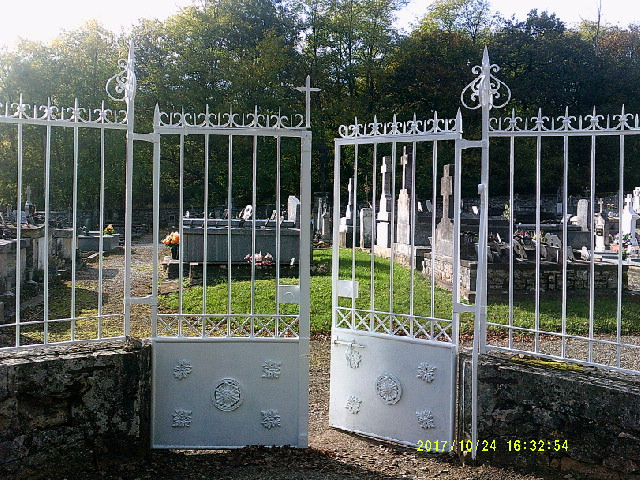
Portail d'entrée du cimetière.

### Personnalités liées à la commune
- Pons de Lauzières, marquis de Thémines (1553-1627) (Famille de Lévis-Ventadour).

#### Site de l'Insee
1. ↑  « La grille communale de densité », sur le site de l'Insee, 28 mai 2024 (consulté le 28 juin 2024).
2. 1 2  Insee, « Métadonnées de la commune de Thémines ».
3. ↑  « Liste des communes composant l'aire d'attraction de Gramat », sur le site de l'Insee (consulté le 28 juin 2024).
4. ↑  Marie-Pierre de Bellefon, Pascal Eusebio, Jocelyn Forest, Olivier Pégaz-Blanc et Raymond Warnod (Insee), « En France, neuf personnes sur dix vivent dans l’aire d’attraction d’une ville », sur le site de l'Insee, 21 octobre 2020 (consulté le 28 juin 2024).
5. ↑  « REV T1 - Ménages fiscaux de l'année 2018 à Thémines » (consulté le 5 février 2022).
6. ↑  « REV T1 - Ménages fiscaux de l'année 2018 dans le Lot » (consulté le 5 février 2022).
7. 1 2  « Emp T1 - Population de 15 à 64 ans par type d'activité en 2018 à Thémines » (consulté le 5 février 2022).
8. ↑  « Emp T1 - Population de 15 à 64 ans par type d'activité en 2018 dans le Lot » (consulté le 5 février 2022).
9. ↑  « Emp T1 - Population de 15 à 64 ans par type d'activité en 2018 dans la France entière » (consulté le 5 février 2022).
10. ↑  « Base des aires d'attraction des villes 2020 », sur site de l'Insee (consulté le 10 avril 2021).
11. ↑  « Emp T5 - Emploi et activité en 2018 à Thémines » (consulté le 5 février 2022).
12. ↑  « ACT T4 - Lieu de travail des actifs de 15 ans ou plus ayant un emploi qui résident dans la commune en 2018 » (consulté le 5 février 2022).
13. ↑  « ACT G2 - Part des moyens de transport utilisés pour se rendre au travail en 2018 » (consulté le 5 février 2022).
14. ↑  « DEN T5 - Nombre d'établissements par secteur d'activité au 31 décembre 2019 à Thémines » (consulté le 15 février 2022).
15. ↑  « DEN T5 - Nombre d'établissements par secteur d'activité au 31 décembre 2019 dans le Lot » (consulté le 15 février 2022).

#### Autres sources
1. ↑  Carte IGN sous Géoportail
2. 1 2  Daniel Joly, Thierry Brossard, Hervé Cardot, Jean Cavailhes, Mohamed Hilal et Pierre Wavresky, « Les types de climats en France, une construction spatiale », Cybergéo, revue européenne de géographie - European Journal of Geography, no 501,‎ 18 juin 2010 (DOI 10.4000/cybergeo.23155, lire en ligne, consulté le 14 novembre 2023)
3. ↑  « Zonages climatiques en France métropolitaine. », sur pluiesextremes.meteo.fr (consulté le 14 novembre 2023).
4. ↑  « Orthodromie entre Thémines et Lunegarde », sur fr.distance.to (consulté le 14 novembre 2023).
5. ↑  « Station Météo-France « Lunegarde » (commune de Lunegarde) - fiche climatologique - période 1991-2020 », sur donneespubliques.meteofrance.fr (consulté le 14 novembre 2023).
6. ↑  « Station Météo-France « Lunegarde » (commune de Lunegarde) - fiche de métadonnées. », sur donneespubliques.meteofrance.fr (consulté le 14 novembre 2023).
7. ↑  « Climadiag Commune : diagnostiquez les enjeux climatiques de votre collectivité. », sur meteofrance.fr, novembre 2022 (consulté le 14 novembre 2023).
8. ↑  « Les espaces protégés. », sur le site de l'INPN (consulté le 10 mai 2022).
9. ↑  « Liste des espaces protégés sur la commune », sur le site de l'inventaire national du patrimoine naturel (consulté le 2 septembre 2021).
10. ↑  « Le parc naturel régional des Causses du Quercy – charte 2012-2024 »(Archive.org • Wikiwix • Archive.is • Google • Que faire ?), sur parc-causses-du-quercy.fr (consulté le 8 mai 2021).
11. ↑  [PDF]« Le parc naturel régional des Causses du Quercy – charte 2012-2024 - le rapport »(Archive.org • Wikiwix • Archive.is • Google • Que faire ?), sur parc-causses-du-quercy.fr (consulté le 8 mai 2021).
12. ↑  « - fiche descriptive », sur le site de l'inventaire national du patrimoine naturel (consulté le 1er septembre 2021).
13. ↑  « le géoparc des Causses du Quercy »(Archive.org • Wikiwix • Archive.is • Google • Que faire ?), sur le site des Géoparks de l'Unesco (consulté le 26 août 2021).
14. ↑  « Géoparc des Causses du Quercy - fiche descriptive », sur le site de l'inventaire national du patrimoine naturel (consulté le 1er septembre 2021).
15. ↑  « Réserve de biosphère du bassin de la Dordogne », sur mab-france.org (consulté le 2 septembre 2021).
16. ↑  « Bassin de la Dordogne - zone de transition - fiche descriptive », sur le site de l'inventaire national du patrimoine naturel (consulté le 1er septembre 2021).
17. ↑  « les « falaises lotoises (rapaces) » - fiche descriptive », sur le site de l'inventaire national du patrimoine naturel (consulté le 2 septembre 2021).
18. ↑  « Liste des ZNIEFF de la commune de Thémines », sur le site de l'Inventaire national du patrimoine naturel (consulté le 2 septembre 2021).
19. ↑  « ZNIEFF le « pech de Lavayssière et bord de l'Ouysse à Thémines » - fiche descriptive », sur le site de l'inventaire national du patrimoine naturel (consulté le 2 septembre 2021).
20. ↑  « CORINE Land Cover (CLC) - Répartition des superficies en 15 postes d'occupation des sols (métropole). », sur le site des données et études statistiques du ministère de la Transition écologique. (consulté le 14 avril 2021).
21. 1 2 3  « Les risques près de chez moi - commune de Thémines », sur Géorisques (consulté le 17 octobre 2022).
22. ↑  BRGM, « Évaluez simplement et rapidement les risques de votre bien », sur Géorisques (consulté le 13 septembre 2022).
23. ↑  DREAL Occitanie, « CIZI », sur occitanie.developpement-durable.gouv.fr (consulté le 13 septembre 2022).
24. ↑  « Dossier départemental des risques majeurs dans le Lot »(Archive.org • Wikiwix • Archive.is • Google • Que faire ?), sur lot.gouv.fr (consulté le 13 septembre 2022), partie 1 -  chapitre Risque inondation.
25. ↑  « Dossier départemental des risques majeurs dans le Lot »(Archive.org • Wikiwix • Archive.is • Google • Que faire ?), sur lot.gouv.fr (consulté le 13 septembre 2022).
26. ↑  « Dossier départemental des risques majeurs dans le Lot »(Archive.org • Wikiwix • Archive.is • Google • Que faire ?), sur lot.gouv.fr (consulté le 13 septembre 2022), chapitre Mouvements de terrain.
27. 1 2  « Liste des cavités souterraines localisées sur la commune de Thémines », sur georisques.gouv.fr (consulté le 13 septembre 2022).
28. ↑  « Retrait-gonflement des argiles », sur le site de l'observatoire national des risques naturels (consulté le 13 septembre 2022).
29. ↑  « Dossier départemental des risques majeurs dans le Lot »(Archive.org • Wikiwix • Archive.is • Google • Que faire ?), sur lot.gouv.fr (consulté le 13 septembre 2022), chapitre Risque transport de matières dangereuses.
30. ↑  Gaston Bazalgues, « Les noms des communes du Parc », Les cahiers scientifiques du Parc naturel régional des Causses du Quercy, vol. 1,‎ 2014, p. 115 (lire en ligne)
31. ↑  Le portail Patrimoine du Lot : Les marques du passé: Thémines des origines jusqu'à la Révolution
32. ↑  « Les maires de Thémines », sur Site francegenweb, 19 février 2011 (consulté le 15 janvier 2019).
33. ↑  (fr) DELPECH Enzo, De l'engagement aux engagements : itinéraire d'un boulanger du Lot (1917-1959), Limoges, Université de Limoges, 2021, 180 p. (lire en ligne)
34. ↑  L'organisation du recensement, sur insee.fr.
35. ↑  Calendrier départemental des recensements, sur insee.fr.
36. ↑  Des villages de Cassini aux communes d'aujourd'hui sur le site de l'École des hautes études en sciences sociales.
37. ↑  Fiches Insee - Populations de référence de la commune pour les années 2006, 2007, 2008, 2009, 2010, 2011, 2012, 2013, 2014, 2015, 2016, 2017, 2018, 2019, 2020, 2021 et 2022.
38. ↑  « Les régions agricoles (RA), petites régions agricoles(PRA) - Année de référence : 2017 », sur agreste.agriculture.gouv.fr (consulté le 15 février 2022).
39. ↑  Présentation des premiers résultats du recensement agricole 2020, Ministère de l’agriculture et de l’alimentation, 10 décembre 2021
40. 1 2  « Fiche de recensement agricole - Exploitations ayant leur siège dans la commune de Thémines - Données générales », sur recensement-agricole.agriculture.gouv.fr (consulté le 15 février 2022).
41. ↑  « Fiche de recensement agricole - Exploitations ayant leur siège dans le département du Lot » (consulté le 15 février 2022).
42. ↑  Notice no PA00095276, sur la plateforme ouverte du patrimoine, base Mérimée, ministère français de la Culture.
43. ↑  Le portail Patrimoine du Lot : Inventaire du patrimoine historique de Thémines
44. ↑  Notice no PA00095275, sur la plateforme ouverte du patrimoine, base Mérimée, ministère français de la Culture.
45. ↑  La grotte de Roucadour, E. A. Martel, Les abîmes, chapitre XVIII p.342
46. ↑  Le portail Patrimoine du Lot : La grotte ornée du paléolithique du Roucadour
47. ↑  Notice no PA00095274, sur la plateforme ouverte du patrimoine, base Mérimée, ministère français de la Culture.